# Йосип Кишинівський
Йосип Кишинівський (рум. Iosif Chișinevschi — Кишинівський, справжнє ім'я Йосип Якович Ройтман ; 1905, Бєльці, Бессарабська губернія — 1963, Бухарест) — румунський державний і партійний діяч. Провідний ідеолог Румунської комуністичної партії з 1944 по 1957 рік, він був головою її відділу агітпропу з 1948 по 1952 рік і відповідав за пропаганду та культуру з 1952 по 1955 рік. Вважався «московською правою рукою в Румунії».

## Життєпис
Народився 10 грудня 1905 року (за старим стилем) у Бєльцях Бессарабської губернії (нинішня Молдова) у бідній родині, батьки — Янкель та Лея Ройтман. Вчився, здебільшого, самостійно, покинува школу. В 1928 році приєднався до нелегальної комуністичної партії Румунії. Того ж року був заарештований. Партійний псевдонім Кишинівський — дошлюбне прізвище його дружини Люби, також активістки комуністичного підпілля. Після звільнення у 1930 році під час перебування в СРСР відвідав Комуністичний інтернаціонал та прослухав курси Міжнародної ленінської школи (його єдина ідеологічна підготовка). Також був учасником V з'їзду КПРС, що відбувся в грудні 1931 року. Знову заарештований у 1933 році він був звільнений у 1936 році. Відразу його включили до складу ЦК, обравши головою Бухарестської партійної організації. Влаштувався на роботу до друкарні, де знову продовжив участь у підпільному комуністичному русі. У 1940 році знову обраний до центрального комітету компартії Румунії і того ж року повторно заарештований, засуджений до 25 років каторжних робіт. Відбував термін разом із Георге Георгіу-Дежем у в'язниці в Карансебеші та в таборі Тиргу-Жіу. Разом з Георгіу-Деєм і Штефаном Форішем брав участь в організації змови, яка призвела до ліквідації та вбивства останнього, звинувативши його в тому, що він співпрацював з таємною поліцією Румунського королівства, Сигуранца Статулуї. У 1944 році звільнений із в'язниці разом з іншими політв'язнями внаслідок падіння режиму Іона Антонеску. Приєднавшись до Політбюро після 23 серпня 1944 року, Йосип Кишинівський брав участь в антиінтелігенційній кампанії, а також опублікував кілька статей і брошур під псевдонімом Стенчулеску наступного року. З 1945 року — член редколегії газети «Scînteia» (Скінтея — Іскра) — органу комуністичної партії Румунії. Член Політбюро ЦК Румунської комуністичної партії у 1948—1957 роках, голова відділу пропаганди та культури у 1948—1952 роках. Дотримувався прорадянської та сталінської лінії. У 1950—1954 роках — заступник голови Ради міністрів, у 1954—1955 роках — перший заступник. У 1952—1954 роках сприяв відставці Анни Паукер, страти Лукреціу Петрашкану та суду над Васіле Лукою.
Незважаючи на свою єврейську етнічну приналежність, Кишинівський шалено дистанціювався від свого походження та допомагав переслідувати євреїв. Наприклад, 14 січня 1953 року він писав: «Єврейські громади завжди були гніздом злодіїв, шпигунів… Ось чому я вважаю, що ми повинні діяти рішуче. Хай бере їх диявол — вони зрештою замовкнуть; інакше вони завдадуть шкоди нам, і не тільки нам, але й усьому табору миру».
Йосип Кишинівський, відомий серед членів партії як Йошка, був неперевершеним інтриганом і опортуністом, підлабузницько підкорявся своєму начальству, мстивий і деспотичний по відношенню до своїх підлеглих. Він був покровителем цілої групи грубих, обмежених і агресивних апаратчиків, які домінували в духовному житті Румунії в роки нестримного сталінізму. Як переконаний сталініст, він був беззастережно відданий СРСР і ототожнював свою долю з долею «батьківщини соціалізму». Він брав участь у всіх важливих зустрічах з радянськими представниками та делегатами з інших країн Східної Європи, а також координував міжнародні відносини партії та контролював кадрову політику.
Після XX з'їзду комуністичної партії СРСР, де Кишинівський був присутній, він зайняв опозиційну позицію до свого колишнього товариша Георгі Георгіу-Дежу. Ймовірно, за підтримки радянського лідера Микити Хрущова, Кишиневський і Константінеску шукали союзників у Політбюро, щоб повалити Георгіу-Дежа більшістю голосів; вони залучили на свій бік Костянтина Пірвулеску, президента комісії партійного контролю, але не змогли затримати Александру Могіороша, який повідомив Георгіу-Дежу про змову. Під час пленуму ЦК Румунської компартії 28–29 червня та 1 — 3 липня 1957 року разом із Мироном Константинеску його було виведено зі складу політбюро. Пізніше так звані «група Паукер—Луки—Джорджеску» та «фракція Кишинівського—Костянтинеску» (вигадана Георгіу-Деєм у пропагандистських цілях) були звинувачені у підтримці просталінського режиму в Румунії. У червні 1960 року Третій з'їзд Румунської робітничої партії (так тоді називалася ПКР) не переобрав Йосипа Кишинівського до складу ЦК.
Останні роки життя працював директором бухарестського «Будинку Іскри» (Casa Scînteii), де видавалася офіційна партійна газета. Коли Кишиневський помер від раку в 1963 році, в офіційній румунській пресі не було навіть некролога. У квітні 1968 року Ніколає Чаушеску сфабрикував суд над Йосифом Кишиневським, Георгіу-Деєм і Александру Драгічі за страту Петрашкану.

## Родина
Після смерті першої дружини Йосипа Ройтмана він одружився з Любою Кишиневською (1911—1981), членом партії з 1930 року та активісткою в роки підпілля (прізвище якої він узяв). У 1946 році вона допомогла своєму чоловікові влаштуватися офіцером із заготівлі продовольства для окупаційної радянської армії в Румунії. Крім того, вона була віце-президентом Конфедерації профспілок і Великих національних зборів, а також заступником голови контрольної комісії партії (1955—1960).
Його старший син Мілеа емігрував до Канади, а двоє інших синів Андрій і Георге виїхали до Ізраїлю, де останній помер наприкінці 1980-х років. Четвертий син, Юрій (нар. 1945), станом на 2006 рік проживав у Румунії.